# A Ponte do Rio Kwai
The Bridge on the River Kwai (bra/prt: A Ponte do Rio Kwai) é um filme britano-norte-americano de 1957, dirigido por David Lean, com roteiro baseado no romance de Pierre Boulle Le pont de la rivière Kwai de 1952.
É considerado um dos maiores clássicos da história do cinema, ganhando 7 Oscars e sendo eleito o 13.º melhor filme da história do cinema estadunidense pelo American Film Institute. Foi selecionado para preservação na Biblioteca do Congresso.
O filme foi rodado no Sri Lanka, com umas poucas cenas feitas na Inglaterra.
Os autores do roteiro, Carl Foreman e Michael Wilson, estavam na "lista negra" de Hollywood, acusados de pertencer a organizações comunistas, pelo que tiveram de trabalhar secretamente, e sua contribuição não foi credenciada na primeira versão. Por essa razão, o prêmio Oscar ao melhor roteiro adaptado foi concedido unicamente a Pierre Boulle, autor do romance original, que nem sequer sabia inglês. Em 1984, a Academia concedeu um prêmio póstumo aos dois roteiristas.
Enquanto no filme os prisioneiros construíram a ponte em dois meses, a empresa britânica contratada cobrou 250 mil dólares para construí-la e levou oito meses para finalizá-la, usando 500 trabalhadores e 35 elefantes.

## Sinopse
Durante a Segunda Guerra Mundial, prisioneiros britânicos recebem o encargo dos japoneses de construir em plena selva uma ponte de transporte ferroviário sobre o rio Kwai, na Tailândia. O coronel Nicholson, que está à frente dos prisioneiros, é o oficial britânico que procura uma forma de elevar o moral de seus homens. Vê a ponte como uma forma de conseguí-lo, tendo-os ocupados na construção e fazendo-os sentirem-se orgulhosos da obra. Por sua vez, o major americano Shears, prisioneiro no mesmo campo, só pensa em fugir. Ao final, ele o consegue e, contra a sua vontade, volta algumas semanas depois, guiando um comando inglês, cuja missão é destruir a ponte no instante em que passasse o primeiro trem, para anular a rota de transporte de armas dos japoneses, que pretendiam utilizá-la para invadir a Índia.

## Elenco principal
- William Holden.... Major Shears
- Alec Guinness.... Coronel Nicholson
- Jack Hawkins.... Major Warden
- Sessue Hayakawa.... Coronel Saito
- James Donald.... Major Clipton
- Geoffrey Horne.... Tenente Joyce
- Andre Morell.... Coronel Green
- Peter Williams.... Major Reeves
- John Boxer.... Major Hughes
- Percy Herbert.... Grogan
- Harold Goodwin.... Baker

## Principais prêmios e indicações
Oscar 1958 (Estados Unidos)
- Venceu nas categorias de Melhor Filme (Sam Spiegel), Melhor Diretor (David Lean), Melhor Ator (Alec Guinness), Melhor Fotografia (Jack Hildyard), Melhor Edição (Peter Taylor), Melhor Roteiro Adaptado (Michael Wilson, Carl Foreman e Pierre Boulle) e Melhor Trilha sonora (Malcolm Arnold).
- Indicado na categoria de Melhor ator coadjuvante (Sessue Hayakawa).

Globo de Ouro 1958 (Estados Unidos)
- Venceu nas categorias de Melhor Filme – Drama (David Lean e Sam Spiegel), Melhor Diretor (David Lean) e Melhor Ator - Drama (Alec Guinness).
- Indicado na categoria de Melhor ator coadjuvante (Sessue Hayakawa)

Grammy 1959 (Estados Unidos)
- Indicado na categoria Melhor Álbum de Trilha sonora Para Filme – Drama (Malcolm Arnold).

BAFTA 1958 (Reino Unido)
- Venceu nas categorias de Melhor Filme (David Lean e Sam Spiegel), Melhor Filme Britânico (Sam Spiegel e David Lean), Melhor Ator Britânico (Alec Guinness).

Prêmio David di Donatello 1958 (Itália)
- Venceu na categoria de Melhor Filme Estrangeiro.

Prémios Sant Jordi 1959 (Espanha)
- Venceu na categoria de Melhor Ator Estrangeiro (Alec Guinness).